# Say You'll Be There
Singles de Spice Girls
Wannabe
(1996) 2 Become 1
(1996)
Say You’ll Be There  est le second single du groupe Spice Girls, extrait de son 1er opus Spice, sortit le sort le 14 octobre 1996. Le titre est écrit par Les Spice Girls, ainsi que Elliot Kennedy et composé par le duo Absolute. C'est un morceau pop aux influences r&B-country, qui parle du pouvoir féminin sur les hommes,. La chanson est un véritable succès au Royaume-Uni, se classant directement n°1 dès le jour de sa sortie, et atteint la 1ere place dans l’Europe Charts. Il est également n°1 dans de nombreux pays,,,,,.
Le vidéoclip, qui est inspiré de nombreux films comme Pulp Fiction et Faster, Pussycat! Kill! Kill!, remporte une multitude de prix dont un Smash Hits! Awards en 1996, le prix de la meilleure video de l’année en 1997 lors des Brit Awards. Il est nommé au MTV Music Awards pour la meilleure vidéo en 1997. Il gagne également le prix de la meilleure vidéo fantastique de tous les temps par le Billboard, tout en étant nommé dans la catégorie meilleure vidéo pour un nouvel artiste.
Au niveau mondial, la chanson est considérée comme un classique de la musique pop moderne,,,.
VH1 l’a placé comme le 8eme meilleur vidéoclip de l’histoire.

## Historique
Dès 1994, les cinq Britanniques se croisent et font connaissance durant différentes auditions pour des films et comédies musicales (Cats, Tank Girl, etc.)[réf. nécessaire], jusqu'à la publication en 1994 d'une annonce dans le journal The Stage, au sujet d'une audition pour former un groupe féminin. Le groupe, d'abord appelé Touch, est formé en mars 1994 à la suite d'une audition par petite annonce dans le journal The Stage. Environ 400 candidates sont auditionnées.
Parmi elles sont retenues : Victoria Adams (qui deviendra après son mariage Victoria Beckham), Melanie Brown, Melanie Chisholm, Geri Halliwell et Michelle Stephenson. Les cinq jeunes femmes vont suivre des cours de chant et de danse, en vue d'enregistrer un premier disque. Au bout de quelques mois seulement, Michelle Stephenson quitte le groupe. En effet, sa mère étant atteinte d'une maladie grave, elle préfère retourner à ses études pour pouvoir se consacrer à elle. Après son départ, leur professeur de chant, Pepi Lemer, leur présente l'une de ses élèves, Emma Bunton, qui devient immédiatement sa remplaçante.
Pour faciliter le travail et cultiver une dynamique de groupe, les filles emménagent dans la même maison, où elles vivront et répèteront ensemble plusieurs mois durant. Le groupe change bientôt de nom pour se baptiser Spice puis Spice Girls (un rappeur américain portant déjà le nom Spice à l'époque).
Mécontentes de la direction prise par leur premier manager (port de vêtements identiques, chansons à l'eau-de-rose...), les Spice Girls décident de se passer des services de Chris Herbert, et d'en trouver un nouveau : il s'agit de Simon Fuller, ancien manager d'Annie Lennox. Avec son aide et après avoir frappé à la porte de plusieurs maisons de disques, elles décrochent un contrat chez Virgin. En 1995, commence donc l'enregistrement de leur premier album, Spice.
En juillet 1996, après avoir fait une première tournée des clubs au Royaume-Uni, les Spice Girls sortent leur premier single, Wannabe, contre la volonté de leur maison de disques. En effet, Virgin Records souhaitait privilégier la chanson Love Thing comme premier single mais finit par céder. La chanson provoque un véritable raz-de-marée, déclenchant alors la « Spice Mania », un phénomène de société mondial, équivalent à celui de la « Beatlemania »,,,,.

## Structure
Say You’ll Be There est un titre pop aux influences r&B-country, qui parle du pouvoir féminin sur les hommes, dont la seule chose qui leur importe, c'est que son amant promette qu'il sera là pour elle quand elle aura besoin de lui,.

## Performance commerciale
La chanson est un véritable succès au Royaume-Uni, se classant directement n°1 dès le jour de sa sortie, et atteint la 1ere place dans l’Europe Charts. Il est également n°1 dans de nombreux pays,,,,,.

## Clip vidéo
Le vidéoclip qui accompagne la chanson, est réalisé par Vaughan Arnell. Il est tourné dans Désert des Mojaves, en Californie aux États-Unis. Il est inspiré de nombreux films comme Pulp Fiction et Faster, Pussycat! Kill! Kill!. Il y démontre les cinq chanteuses dotées d’identités fictives, habillées en guerrières, ayant des armes technologiques ninjas, capturant un macho, tout en l’attachant sur le toit de la voiture qu’elle lui vole. À noter que le clip est réalisé comme un film de par son générique de début et de fin qu’il contient.
Le vidéoclip remporte un Smash Hits! Awards en 1996, le prix de la meilleure video de l’année en 1997 lors des Brit Awards. Il est nommé au MTV Music Awards pour la meilleure vidéo en 1997. Il gagne également le prix de la meilleure vidéo fantastique de tous les temps par le Billboard, tout en étant nommé dans la catégorie meilleure vidéo pour un nouvel artiste.
VH1 l’a placé comme le 8eme meilleur vidéoclip de l’histoire,.

## Impact et héritage culturel
Au niveau mondial, la chanson est considérée comme un classique de la musique pop moderne,,,. Tout comme le single précédent Wannabe, Say You'll Be There est également devenu un hymne féministe iconique mondial,,,.
En juillet 2017, Billboard a classé la chanson à la 25eme place des 100 plus grandes chansons d'un groupe féminin de tous les temps.

## Liste et formats
| - Royaume-Uni CD 1 / Australie, Brésil, Europe et Japon CD single 1. Say You'll Be There (Single Mix) – 3:56 2. Take Me Home – 4:07 3. Say You'll Be There (Junior's Main Pass) – 8:33 4. Say You'll Be There (Instrumental) – 3:56 - Royaume-Uni CD 2 1. Say You'll Be There (Single Mix) – 3:56 2. Say You'll Be There (Spice of Life Mix) – 7:01 3. Say You'll Be There (Linslee's Extended Mix) – 4:09 4. Say You'll Be There (Junior Vasquez Dub Girls) – 8:29 - Europe CD single / France CD single 1. Say You'll Be There (Single Mix) – 3:56 2. Say You'll Be There (Junior's Main Pass) – 8:33 | - US CD single 1. Say You'll Be There – 3:56 2. Take Me Home – 4:07 - Italie 12" single 1. A1: Say You'll Be There (Single Mix) – 3:56 2. A2: Say You'll Be There (Junior Vasquez Dub Girls) – 8:29 3. B1: Say You'll Be There (Linslee's Extended Mix) – 4:09 4. B2: Say You'll Be There (Junior's X-Beats) – 8:30 - US 12" single 1. A1: Say You'll Be There (Album Version) – 3:56 2. A2: Say You'll Be There (Junior's Main Pass) – 8:33 3. A3: Say You'll Be There (Linslee's Extended Mix) – 4:09 4. B1: Say You'll Be There (Junior's Dub Girls) – 8:29 5. B2: Say You'll Be There (Junior's X-Beats) – 8:30 |

## Classement hebdomadaire
| Chart (1996–97)                         | Peak position |
| --------------------------------------- | ------------- |
| Australie (ARIA)                        | 12            |
| Autriche (Ö3 Austria Top 40)            | 7             |
| Belgique (Flandre Ultratop 50 Singles)  | 8             |
| Belgique (Wallonie Ultratop 50 Singles) | 3             |
| Canada (Hot 100)                        | 5             |
| Canada (Hot 100)                        | 29            |
| Danemark (Tracklisten)                  | 2             |
| Europe (European Hot 100 Singles)       | 1             |
| Finlande (Suomen virallinen lista)      | 1             |
| France (SNEP)                           | 2             |
| Allemagne (Media Control AG)            | 16            |
| Irlande (IRMA)                          | 2             |
| Italie (Hit Parade Italia)              | 25            |
| Japon (Tokio Hot 100)                   | 5             |
| Pays-Bas (Nederlandse Top 40)           | 6             |
| Pays-Bas (Single Top 100)               | 5             |
| Nouvelle-Zélande (RMNZ)                 | 2             |
| Norvège (VG-lista)                      | 2             |
| Écosse (OCC)                            | 1             |
| Espagne (AFYVE)                         | 2             |
| Suède (Sverigetopplistan)               | 4             |
| Suisse (Schweizer Hitparade)            | 4             |
| Royaume-Uni (UK Singles Chart)          | 1             |
| États-Unis (Hot 100)                    | 3             |
| États-Unis (Adult Pop Songs)            | 24            |
| US Billboard                            | 9             |
| États-Unis (Latin Pop Airplay)          | 12            |
| États-Unis (Pop Airplay)                | 2             |
| États-Unis (Rhythmic Songs)             | 3             |